# Survivor Series (1993)
Survivor Series 1993 est le septième Survivor Series, pay-per-view annuel de catch produit par la World Wrestling Entertainment. Il s'est déroulé le jour de Thanksgiving, le 24 novembre 1993 au Boston Garden de Boston, Massachusetts.
En France, cet évènement a fait l'objet d'une diffusion sur Canal+.

## Résultats
- Dark match : Billy Gunn def. The Brooklyn Brawler (7:46)
  - Gunn a effectué le tombé sur Brawler.
- (4 contre 4) Survivor Series match: Marty Jannetty, Randy Savage, Razor Ramon et The 1-2-3 Kid def. Irwin R. Schyster, Diesel, Rick Martel et Adam Bomb (26:58)
  - Randy Savage a remplacé Mr. Perfect à cause d'une blessure.

| Élimination # | Catcheur                    | Équipe                      | Éliminé par                 | Manière                                                                  | Temps                       |
| ------------- | --------------------------- | --------------------------- | --------------------------- | ------------------------------------------------------------------------ | --------------------------- |
| 1             | Diesel                      | Team IRS                    | Randy Savage                | Tombé après un Flying Elbow drop                                         | 10:20                       |
| 2             | Randy Savage                | Team Razor                  | IRS                         | Tombé sur un Inside cradle; Savage était distrait par Crush              | 16:47                       |
| 3             | IRS                         | Team IRS                    | Razor Ramon                 | Tombé après un Razor's Edge                                              | 20:32                       |
| 4             | Razor Ramon                 | Team Razor                  | Personne                    | Décompte à l'extérieur après que I.R.S. a frappé Ramon avec une mallette | 20:42                       |
| 5             | Rick Martel                 | Team IRS                    | Kid                         | Tombé sur un roll-up                                                     | 25:49                       |
| 6             | Adam Bomb                   | Team IRS                    | Jannetty                    | Tombé sur un Sunset Flip                                                 | 26:58                       |
| Survivants:   | Kid & Jannetty (Team Razor) | Kid & Jannetty (Team Razor) | Kid & Jannetty (Team Razor) | Kid & Jannetty (Team Razor)                                              | Kid & Jannetty (Team Razor) |
- (4 contre 4) Survivor Series match: The Hart Family (Bret Hart, Owen Hart, Bruce Hart et Keith Hart) def. The King and his Knights (Shawn Michaels, The Red Knight, The Blue Knight et The Black Knight) (30:57)
  - Michaels a remplacé Jerry Lawler.
  - Le Chevalier Noir était Jeff Gaylord, le rouge était Barry Horrowitz et le bleu Greg Valentine.

| Élimination # | Catcheur                                   | Équipe                                     | Éliminé par                                | Manière                                                       | Temps                                      |
| ------------- | ------------------------------------------ | ------------------------------------------ | ------------------------------------------ | ------------------------------------------------------------- | ------------------------------------------ |
| 1             | The Black Knight                           | The King and his Knights                   | Owen Hart                                  | Tombé après un Dropkick du haut de la troisième corde         | 10:49                                      |
| 2             | The Red Knight                             | The King and his Knights                   | Bret Hart                                  | Soumission sur un Sharpshooter                                | 18:06                                      |
| 3             | The Blue Knight                            | The King and his Knights                   | Owen Hart                                  | Soumission sur un Sharpshooter                                | 23:55                                      |
| 4             | Owen Hart                                  | The Hart Family                            | Shawn Michaels                             | Irish whip sur Bret Hart suivit d'un inside cradle            | 27:26                                      |
| 5             | Shawn Michaels                             | The King and his Knights                   | Personne                                   | Michaels était compté à l'extérieur quand il quittait le ring | 30:57                                      |
| Survivants:   | Bret, Bruce & Keith Hart (The Hart Family) | Bret, Bruce & Keith Hart (The Hart Family) | Bret, Bruce & Keith Hart (The Hart Family) | Bret, Bruce & Keith Hart (The Hart Family)                    | Bret, Bruce & Keith Hart (The Hart Family) |
- The Heavenly Bodies (Jimmy Del Ray et Tom Prichard) (w/Jim Cornette) def. The Rock 'n' Roll Express (Ricky Morton et Robert Gibson) pour remporter le SMW Tag Team Championship(13:41)
  - Prichard a effectué le tombé sur Gibson après avoir utilisé la raquette de tennis de Cornette.
  - C'était un match interpromotionnel entre la WWF et la Smoky Mountain Wrestling de Jim Cornette.
- (4 contre 4) Survivor Series match: The Four Doinks The Bushwhackers (Butch Miller et Luke Williams) et Men on a Mission (Mabel et Mo)) def. The Headshrinkers (Samu et Fatu), Bastion Booger et Bam Bam Bigelow(10:58)

| Élimination # | Catcheur          | Équipe            | Éliminé par          | Manière                                                   | Temps             |
| ------------- | ----------------- | ----------------- | -------------------- | --------------------------------------------------------- | ----------------- |
| 1             | Samu              | Team Bigelow      | Luke                 | Tombé sur un Inside Craddle                               | 3:02              |
| 2             | Bastion Booger    | Team Bigelow      | Mabel                | Tombé après un Leg drop                                   | 6:02              |
| 3             | Fatu              | Team Bigelow      | Butch                | Tombé après que Fatu a glissé sur une épluchure de banane | 8:33              |
| 4             | Bam Bam Bigelow   | Team Bigelow      | MOAM and Bushwackers | Tombé après un Big Splash de Mabel                        | 10:58             |
| Survivants:   | Les quatre Doinks | Les quatre Doinks | Les quatre Doinks    | Les quatre Doinks                                         | Les quatre Doinks |
- (4 contre 4) Survivor Series match: The All-Americans (Lex Luger, The Undertaker, Rick Steiner et Scott Steiner) def. The Foreign Fanatics (Yokozuna, Crush, Ludvig Borga et Jacques Rougeau)(27:59)
  - The Undertaker a remplacé Tatanka, et Crush a remplacé Pierre.

| Élimination # | Catcheur                      | Équipe                                   | Éliminé par                   | Manière                                                             | Temps                         |
| ------------- | ----------------------------- | ---------------------------------------- | ----------------------------- | ------------------------------------------------------------------- | ----------------------------- |
| 1             | Rick Steiner                  | The All-Americans                        | Ludvig Borga                  | Tombé après une Belly-to-belly suplex                               | 5:05                          |
| 2             | Crush                         | The Foreign Fanatics                     | Personne                      | Décompte à l'extérieur après une intervention de Randy Savage       | 11:36                         |
| 3             | Jacques Rougeau               | The Foreign Fanatics                     | Lex Luger                     | Tombé après un Elbow smash                                          | 14:04                         |
| 4             | Scott Steiner                 | The All-Americans                        | Yokozuna                      | Tombé à la suite d'un Leg drop après que Steiner a raté un Dropkick | 16:57                         |
| 5             | The Undertaker & Yokozuna     | The All-Americans & The Foreign Fanatics | Personne                      | Double décompte à l'extérieur                                       | 22:26                         |
| 6             | Ludvig Borga                  | The Foreign Fanatics                     | Lex Luger                     | Tombé après un Running Elbow smash                                  | 28:02                         |
| Survivant:    | Lex Luger (The All-Americans) | Lex Luger (The All-Americans)            | Lex Luger (The All-Americans) | Lex Luger (The All-Americans)                                       | Lex Luger (The All-Americans) |